# Король-завоеватель
«Коро́ль-завоева́тель» (англ. King Conqueror) — испанский исторический боевик с Тимом Ротом, Томасом Кречманом, Катой Добо и Хуаном Диего Ботто в главных ролях. В фильме рассказывается о жизни Хайме I Арагонского, прозванного Завоевателем за покорение Балеарских островов и Валенсии. Съёмки фильма начались в конце 2008 года, премьера состоялась 30 ноября 2009 года в ОАЭ, в других странах фильм в прокат не выходил.

## Сюжет
Биографический фильм о жизни короля Арагона Хайме I (1213—1276), который был одним из самых известных правителей средневековой Испании. Хайме прославился тем, что завоевал Балеарские острова и Валенсию, присоединив к своему королевству, и начал экспансию Арагонской короны в Средиземноморье, которая в конце XIII века закончилась завоеванием Сицилийского королевства.

## В ролях
| Актёр            | Роль                  |
| ---------------- | --------------------- |
| Тим Рот          | Хайме I               |
| Томас Кречман    | архиепископ Таррагона |
| Ката Добо        | Иоланда Венгерская    |
| Хуан Диего Ботто | Альфонс               |